# Скідмор (Техас)
Скідмор (англ. Skidmore) — переписна місцевість (CDP) в США, в окрузі Бі штату Техас. Населення — 863 особи (2020).

## Географія
Скідмор розташований за координатами 28°16′3″ пн. ш. 97°41′13″ зх. д. / 28.26750° пн. ш. 97.68694° зх. д. (28.267409, -97.686853).  За даними Бюро перепису населення США в 2010 році переписна місцевість мала площу 27,31 км², з яких 27,31 км² — суходіл та 0,00 км² — водойми.

## Демографія
Згідно з переписом 2010 року, у переписній місцевості мешкало 925 осіб у 332 домогосподарствах у складі 249 родин. Густота населення становила 34 особи/км².  Було 407 помешкань (15/км²).
Расовий склад населення:
| - 83,0 % — білих - 2,3 % — чорних або афроамериканців - 0,5 % — корінних американців - 0,3 % — азіатів - 11,1 % — осіб інших рас |

До двох чи більше рас належало 2,7 %. Частка іспаномовних становила 62,8 % від усіх жителів.
За віковим діапазоном населення розподілялося таким чином: 25,3 % — особи молодші 18 років, 59,5 % — особи у віці 18—64 років, 15,2 % — особи у віці 65 років та старші. Медіана віку мешканця становила 39,3 року. На 100 осіб жіночої статі у переписній місцевості припадало 99,4 чоловіків;  на 100 жінок у віці від 18 років та старших — 96,9 чоловіків також старших 18 років.
Середній дохід на одне домашнє господарство  становив 47 185 доларів США (медіана — 35 060), а середній дохід на одну сім'ю — 59 489 доларів (медіана — 44 271). За межею бідності перебувало 24,7 % осіб, у тому числі 7,4 % дітей у віці до 18 років та 39,8 % осіб у віці 65 років та старших.
Цивільне працевлаштоване населення становило 333 особи. Основні галузі зайнятості: публічна адміністрація — 18,0 %, освіта, охорона здоров'я та соціальна допомога — 15,3 %, будівництво — 11,4 %, сільське господарство, лісництво, риболовля — 9,9 %.